# Teatro de Amadores de Pernambuco
O Teatro de Amadores de Pernambuco é a companhia teatral composta por atores amadores com mais tempo de atuação ininterrupta no Brasil [carece de fontes?].

## História
Fundado por Valdemar de Oliveira, nasceu a partir de um grupo de atores do Recife, o Grupo Gente Nossa, criado em 2 de agosto de 1931 por Samuel Campelo.
Em 4 de abril de 1941 o TAP encenou a primeira peça teatral, Knock ou O triunfo da medicina, de Jules Romain, interpretado por médicos e suas esposas, entre eles:
- Valdemar de Oliveira e sua esposa Diná de Oliveira;
- Walter de Oliveira e sua esposa;
- Coelho de Almeida;
- José Carlos Cavalcanti Borges;
- Filgueira Filho;
- Agenor Bonfim e esposa;
- José Pandolfi e esposa;
- Leduar de Assis Rocha.

## Peças encenadas
O Teatro de Amadores de Pernambuco já encenou mais de 100 peças originais.
As primeiras a serem encenadas foram:
1. Knock ou O Triunfo da Medicina
2. Primerose
3. Uma mulher sem importância, de Oscar Wilde
4. O processo de Mary Dugan, de Bayard Weller

## Excursões
O elenco do TAP já fez mais de 50 excursões por cerca de 30 cidades brasileiras.

## Nosso Teatro
O Teatro de Amadores de Pernambuco é proprietário do Teatro Valdemar de Oliveira, atuante teatro do Recife, que teve o nome original de Nosso Teatro.